# Lomas, Mexiko
Lomas är en ort i Mexiko.   Den ligger i kommunen Los Ramones och delstaten Nuevo León, i den centrala delen av landet, 700 km norr om huvudstaden Mexico City. Lomas ligger 187 meter över havet och antalet invånare är 203.
Terrängen runt Lomas är platt. Runt Lomas är det mycket glesbefolkat, med 2 invånare per kvadratkilometer. Närmaste större samhälle är Hidalgo, 11,9 km nordväst om Lomas. Trakten runt Lomas består i huvudsak av gräsmarker.